# Episparis sylvani
Episparis sylvani là một loài bướm đêm trong họ Erebidae.